# Perampanel
Perampanelul este un medicament derivat de piridină, fiind utilizat ca agent antiepileptic, în tratamentul unor tipuri de epilepsie. Calea de administrare disponibilă este cea orală.

## Utilizări medicale
Perampanelul este utilizată ca terapie adjuvantă în tratamentul crizelor convulsive parțiale, cu sau fără generalizare secundară, la pacienții cu vârsta mai mare de 12 ani.